# Sacha Louss
Pour les articles homonymes, voir Sacha.
Sacha Louss (en russe : Саша Лусс), née le 6 juin 1992, est une mannequin et actrice russe.
Elle apparaît dans des campagnes pour de nombreuses marques : Chanel, Valentino, Lanvin, Dior, Balmain, Oscar de la Renta, Max Mara, Tommy Hilfiger, La Perla, Karl Lagerfeld, Moschino, Carolina Herrera ou encore Moncler. Elle figure par ailleurs dans de nombreux magazines de mode. Elle fait des couvertures de Numéro ou encore de Vogue Russia. Elle est également l'héroïne du film Anna de Luc Besson.

## Biographie

### Enfance
Sacha Louss naît le 6 juin 1992 à Magadan, dans le sujet de l'oblast de Magadan. Elle déménage peu après à Moscou. Enfant, elle ne montre aucun intérêt pour le monde de la mode, préférant passer son temps à danser et écrire.
Elle participe même à des concours de ballet avant qu'une blessure à la cheville perturbe sa passion. Certaines connaissances de sa mère et son entourage lui trouvent alors un potentiel pour une carrière de mannequin. À l'âge de 13 ans, sa mère l'emmène visiter une agence de mannequins, où elle signe rapidement un contrat. Elle racontera que sa grand-mère désapprouvait totalement ce choix de carrière, trouvant cet univers terrible et immoral.

### Carrière
À l'âge de 14 ans, Sacha Louss signe donc pour l'agence moscovite IQ Models. À tout juste 16 ans, elle participe à son premier défilé pour Alena Akhmadullina lors de la Fashion Week de Moscou, pour la collection printemps/été 2008. Cela lui permet de se faire un nom dans l'industrie de la mode russe et de faire ainsi la couverture de plusieurs magazines comme Vogue Russia et L'Officiel Russia en 2008. Elle signe ensuite pour l'agence DNA Model Management et voyage dans le reste de l'Europe et à New York où elle participe à de nombreux défilés pour des designers comme DKNY et Antonio Marras. Malgré cela, sa carrière peine à décoller réellement. Elle retourne alors en Russie. Sacha Louss signe ensuite pour Elite Model Management à Paris et Women Management à Milan en 2011 et quitte sa première agence, IQ Models, pour signer chez Avant Models.
En 2011, elle est repérée par Karl Lagerfeld dans une publicité pour la marque russe Bohemique. Le grand couturier allemand est tellement impressionné qu'il décide de l'engager pour ses défilés pour Chanel de 2012. La saison suivante, elle signe une exclusivité avec Dior pour leur défilé printemps/été 2013. Durant la saison automne/hiver 2013, elle participe à 58 défilés, notamment pour des marques prestigieuses comme Prada, Valentino, Calvin Klein, Louis Vuitton et Givenchy. Le site models.com la désigne alors comme l'une des révélations de la saison. Cette présence lui ouvre les portes de campagnes pour Carolina Herrera, Max Mara, Valentino et Tommy Hilfiger. Pour la saison printemps/été 2014, Sasha Luss participe à 53 défilés et devient l'un des mannequins les plus demandés. En 2013, elle est élue « Mannequin de l'année » par Glamour Russia.
Elle est ensuite photographiée par son « supporteur » de longue date Karl Lagerfeld pour Lanvin et Chanel en 2014. Peu après, Sacha Louss devient la nouvelle égérie de Dior,. Elle est ensuite classée parmi le Top-50 du site models.com. Elle apparait également dans la campagne automne/hiver 2014 de Versace Jeans. Elle est choisie par Steven Meisel pour figurer dans le calendrier Pirelli de 2015.
En 2016, Sacha Louss apparaît dans la campagne automne/hiver 2016 de La Perla, aux côtés de Valery Kaufman (es) et Liu Wen, photographiée par Mert and Marcus. Elle participe aussi au défilé « All Star » automne/hiver 2016 d'Olivier Rousteing pour Balmain, avec Kim Kardashian, Kanye West, Francisco Lachowski, Joan Smalls, Jon Kortajarena, Jourdan Dunn, Alessandra Ambrosio. Elle quitte ensuite Women Management pour signer dans l'agence IMG Models[source insuffisante].
En 2017, elle incarne en capture de mouvement la Princesse Lihö-Minaa dans le film français de science-fiction Valérian et la Cité des mille planètes de Luc Besson, film le plus cher de l'histoire du cinéma français. Peu de temps après la sortie du film, le réalisateur français annonce que Sacha Louss tiendra le rôle principal de son film suivant, Anna. Le tournage débute en novembre 2017 et le film sort en 2019.

## Filmographie
Sauf indication contraire, les informations mentionnées dans cette section peuvent être confirmées par la base de données cinématographiques IMDb,  présente dans la section « Liens externes ».
- 2016 : Kanye West : Wolves (en) (clip musical) : elle-même
- 2017 : Valérian et la Cité des mille planètes de Luc Besson : Princesse Lihö-Minaa / Créature 'Candy Dress'
- 2019 : Anna de Luc Besson : Anna
- 2022 : Shattered de Luis Prieto (en) : Jamie
- Louise Get Lost : Elenaor / Red Queen (en préproduction)
- The Last Front (en post-production)
- 2024 : Depravity de Paul Tamasy : Tovia